# Finn Kydland
Finn Erling Kydland (Søyland, 1 de dezembro de 1943) é um economista norueguês.
Foi agraciado com o Prémio de Ciências Económicas em Memória de Alfred Nobel de 2004.